# Agios Georgios Papoura
Agios Georgios Papoura (griechisch Άγιος Γεώργιος Παπούρα), auch kurz Papoura genannt, ist ein Berg nördlich der Lasithi-Hochebene auf der griechischen Mittelmeerinsel Kreta. Nach Norden fällt der Berg steil ab. Etwa 600 m westlich der höchsten Erhebung liegt der Pass von Ambelos, 1,1 km südlich der Ort Pinakiano und 1,2 km südöstlich der Ort Lagou. Auf dem Papoura wurden Reste einer antiken Stadt gefunden. Außerdem fand man am Osthang einen Friedhof aus geometrischer Zeit.

## Antike Stadt
1937 machte der englische Archäologe John Pendlebury am Südosthang des Papoura eine Probegrabung. Hierbei fand er Keramikscherben, die von der protogeometrischen über die geometrische bis in die archaische Zeit reichten. Außerdem fand er wenige Scherben der schwarzglasierten Ware. Auf dem höchsten Punkt entdeckte man auf einem Areal von 400 m westöstlicher und 200 m nordsüdlicher Ausdehnung Mauern und weitere Keramik. Wenige Streufunde datieren von der mittelminoischen bis in die römische Zeit. Der englische Archäologe Arthur Evans kaufte eine Linear A-Tafel an, die vom Papoura stammen soll.
Aus den Funden schließt man, dass die Stadt auf dem Agios Georgios Papoura um 900 v. Chr. gegründet wurde. Da zu dieser Zeit die Siedlung Karphi verlassen wurde, geht man davon aus, dass die Einwohner hierher umsiedelten. Der Papoura war bequemer zu erreichen und lag näher zum Pass von Ambelos, dem wichtigsten nördlichen Zugang der Lasithi-Hochebene. Auch der Pass nordöstlich des Berges hatte sicher in der Antike eine gewisse Bedeutung. Die Stadt entwickelte sich zur größten Stadt der Hochebene und war vermutlich zeitweise die einzige. Zur geometrischen Zeit hatte die Stadt vermutlich die doppelte Größe von Karphi erreicht. Die Einwohner gründeten neue Orte am Rand des Lasithi-Plateaus, und um 500 v. Chr. war die Stadt schließlich verlassen. Am Südosthang scheint ein Heiligtum noch im 5. und 4. Jahrhundert v. Chr. bestanden zu haben.

## Name der Stadt
Der Name der Stadt auf dem Papoura wurde nicht überliefert. Jedoch gibt es eine Inschrift aus dem 6. Jahrhundert v. Chr., die die Stadt Dattalla (griechisch Δάτταλλα), die zwischen Lato und Lyttos lokalisiert wird, nennt. Da die Stadt auf dem Papoura die einzige Stadt aus dieser Zeit ist, die in diesem Bereich liegt, vermutete man, dass es sich hierbei um Dattalla handeln müsste. 1969 kaufte das British Museum in London eine bronzene Mitra an. Diese Mitra war in der Antike geglättet und als Schreibtafel verwendet worden. Die Inschrift, die beidseitig angebracht war, erwähnte, dass die Stadt Dataleis (altgriechisch Δαταλεῖς) den Schreiber Spensithios angeheuert hatte. Anhand der verwendeten Schriftzeichen kann die Inschrift um 500 v. Chr. datiert werden. Man nimmt an, dass Dataleis eine andere Schreibung für Dattalla ist und diese Inschrift also die Identifizierung bestätigt.

## Tholosgrab
Am östlichen Abhang entdeckte John Pendlebury 1937 ein Tholosgrab aus geometrischer Zeit. Es war bis in 1,50 m Höhe erhalten und verfügte über einen flachen Dromos, einen überdachten Stomion und eine runde Kammer. Das Grab war in den Hügel gegraben und der Zugang befand sich im Osten. Die Kuppel bestand aus regelmäßigem Kraggewölbe aus unbehauenem lokalen Kalkstein. Das Grab war von einem rechteckigen, massivem Mauerwerk umgeben und sah von außen ursprünglich wie ein fensterloses Haus aus. Die Tholos wie auch der Dromos wurden zwischen 900 und 700 v. Chr. für Bestattungen genutzt. Da das Grab bereits in der Neuzeit ausgeraubt wurde, machte der Ausgräber nur spärliche Funde.